# Тавлаш
Тавлаш — деревня в Усть-Кубинском районе Вологодской области.
Входит в состав Никольского сельского поселения, с точки зрения административно-территориального деления — в Никольский сельсовет.
Расстояние по автодороге до районного центра Устья — 39 км, до центра муниципального образования Никольского — 6 км. Ближайшие населённые пункты — Большое Лыскарево, Малое Лыскарево, Бор.
По переписи 2002 года население — 10 человек.